# اوله کاستورنی
اوله کاستورنی (اوکراینی: Олег Вікторович Касторний؛ زادهٔ ۲۹ اوت ۱۹۷۰) بازیکن فوتبال اهل اتحاد جماهیر شوروی سوسیالیستی است.
از باشگاه‌هایی که در آن بازی کرده‌است می‌توان به باشگاه فوتبال ینی‌سئی کراسنویارسک، باشگاه فوتبال بالتیکا کالینینگراد، باشگاه فوتبال شاختار دونتسک، و باشگاه فوتبال متالیست خارکوف اشاره کرد.